# Fisketuren, Liseberg
Fisketuren är en åkattraktion på nöjesfältet Liseberg i Göteborg i Sverige.
Attraktionen debuterade inför säsongen 1988 och består av 16 vagnar, utformade som små segelbåtar. Varje båt sitter längst ut på en lång arm som är fäst vid foten av ett stort fyrtorn i mitten av attraktionen. Varje båt har plats för två personer och båtarna åker runt fyren med en hastighet av 11 varv per minut. Banan som båtarna åker på går upp och ner, vilket föreställer att båtarna guppar på vågor på vattnet, och dessutom får passagerarna känna på centrifugalkraften, som trycker dem utåt.
Attraktionen var från början placerad i sydvästra delen av parken mellan Tyrolen och Flume ride. Inför säsongen 2016 flyttades Fisketuren till sin nuvarande plats bredvid Farfars bil.

## Bilder

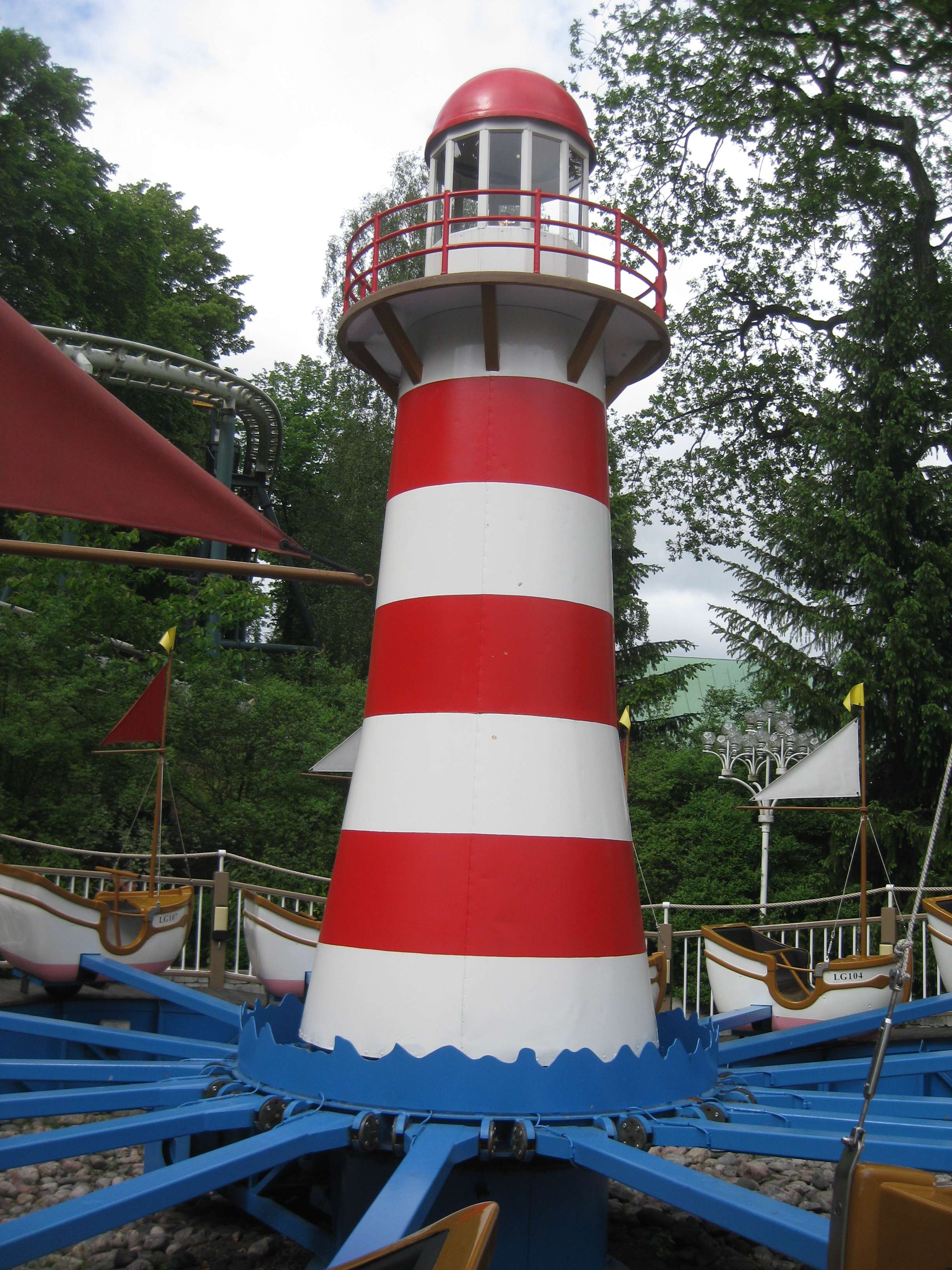
Fyrtornet i mitten
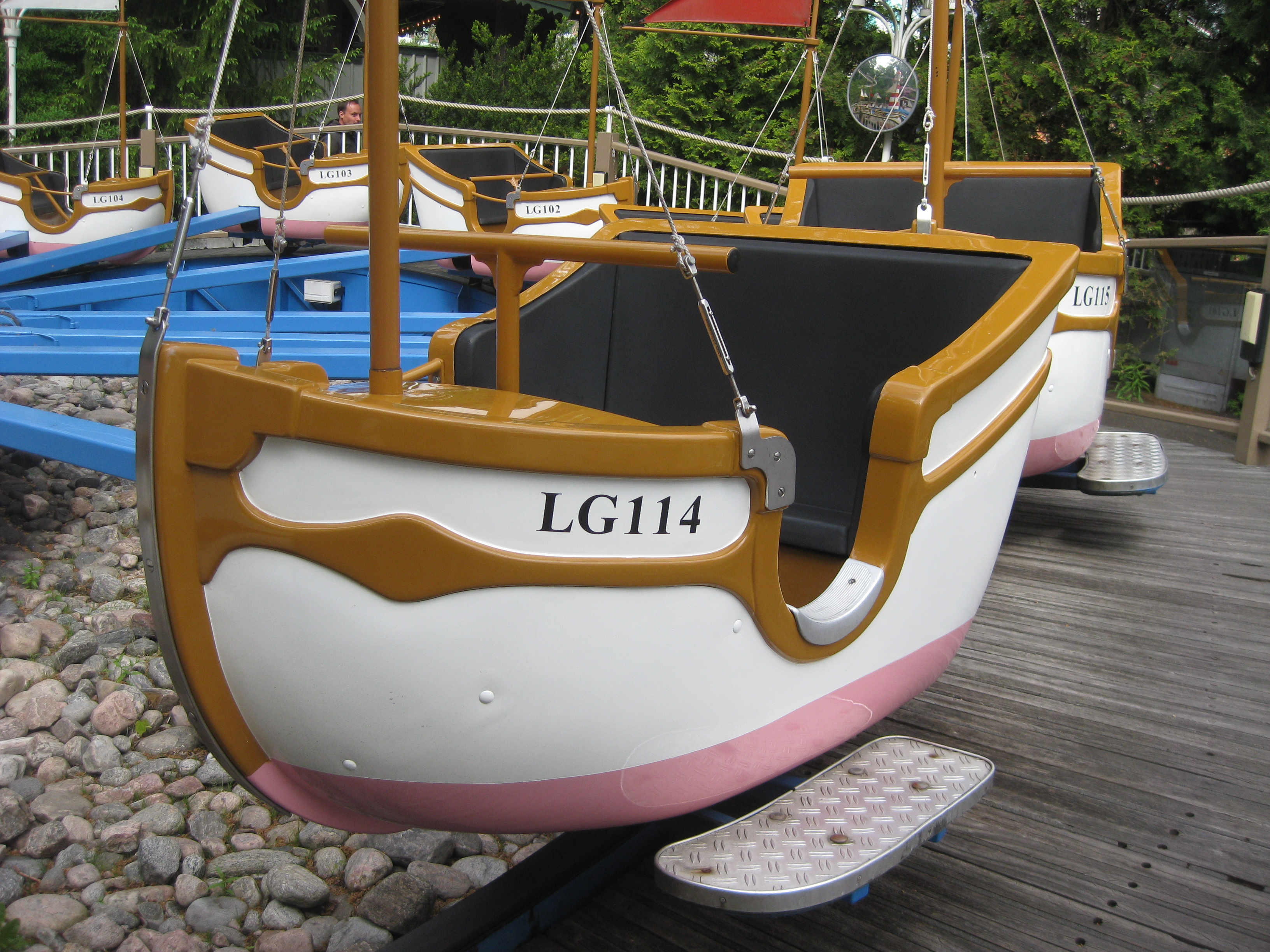
En av båtarna